# Apisalome Tuvura
Apisalome Tuvura (Labasa, 18 maart 1986) is een voormalige Fijisch voetballer die bij voorkeur als verdediger speelt.  
Op 12 augustus 2005 in de thuiswedstrijd tegen India maakte Tuvura zijn debuut voor Fiji voetbalelftal. Hij begon in de basis en hij had hele wedstrijd meegespeeld, de wedstrijd ging gewonnen met 1-0.. Hij heeft 4 wedstrijden gespeeld voor zijn nationale ploeg.
Tuvura beëindigde zijn voetbalcarrière in 2015.